# NGC 6375
NGC 6375 este o galaxie situată în constelația Hercule. A fost descoperită în 15 mai 1864 de către Albert Marth.